# Lina Radke
Karoline „Lina“ Radke, född 18 oktober 1903 i Karlsruhe, död 14 februari 1983 i Karlsruhe, var en tysk friidrottare.
Radke blev olympisk mästare på 800 meter vid olympiska sommarspelen 1928 i Amsterdam.